# Himmelsbergets naturreservat
Himmelsbergets naturreservat är ett naturreservat i Falu kommun i Dalarnas län.
Området är naturskyddat sedan 2018 och är 23 hektar stort. Reservatet omfattar en östsluttning till berget med detta namn och består på höjden av tall och gran samt i nedre delen av sluttningen av granskog.